# Norma Yarrow
Norma Martina Yarrow Lumbreras (Chiclayo, 29 de julio de 1963) es una arquitecta, empresaria y política peruana. Es congresista de la república para el periodo 2021-2026 y fue regidora de Lima en varias ocasiones.

## Biografía
Nació en el distrito de Chiclayo, ubicado en Lambayeque, el 29 de julio de 1963.
Realizó sus estudios primarios y secundarios en el Colegio Santa Ángela de Chiclayo.
Estudió la carrera de Arquitectura en la Universidad Femenina del Sagrado Corazón, donde obtuvo su título profesional en 1997.

## Vida política
Fue militante del partido Solidaridad Nacional, donde fue secretaria nacional de Organización de 2002 hasta 2011.
Fue candidata al Congreso de la República por la Alianza Solidaridad Nacional en las elecciones generales de 2011. Si bien la alianza tuvo representación en el Congreso, Yarrow no resultó elegida.

### Regidora de Lima
En las elecciones municipales de 2002, fue elegida regidora de la Municipalidad de Lima, por la Alianza Electoral Unidad Nacional (alianza donde integraba Solidaridad Nacional), para el periodo municipal 2003-2006. Fue reelegida en las elecciones de 2006 para el periodo 2007-2010.
Para las elecciones municipales de 2018, fue nuevamente elegida regidora de la Municipalidad de Lima por Perú Patria Segura, donde también postulaba como teniente alcaldesa de Renzo Reggiardo.

### Congresista
Para las elecciones generales de 2021, Yarrow anunció su candidatura al Congreso de la República por Renovación Popular, que tenía como candidato presidencial a Rafael López-Aliaga. Anteriormente, Yarrow ya tenía una gran amistad con López Aliaga, ambos venían de Solidaridad Nacional.
En las elecciones, resultó electa congresista de la república para el periodo parlamentario 2021-2026.
Para la segunda vuelta, anunció su integración al equipo técnico de Fuerza Popular, que tenía como candidata presidencial a Keiko Fujimori.
Yarrow, junto con otros dos congresistas de la bandada de Renovación Popular, renunció por «actos de hostigamiento» del congresista Jorge Montoya. Por lo que decidieron incorporarse a la bancada de Avanza País.